# Belfays
Cet article possède un paronyme, voir Belfahy.
Belfays [bɛlfɛj] est une commune française située dans le département du Doubs, la région culturelle et historique de Franche-Comté et la région administrative Bourgogne-Franche-Comté.
Ses habitants sont appelés les Belfays.

## Géographie

### Climat
Pour des articles plus généraux, voir Climat de la Bourgogne-Franche-Comté et Climat du Doubs.
En 2010, le climat de la commune est de type climat de montagne, selon une étude du Centre national de la recherche scientifique s'appuyant sur une série de données couvrant la période 1971-2000. En 2020, Météo-France publie une typologie des climats de la France métropolitaine dans laquelle la commune est exposée à un climat de montagne ou de marges de montagne et est dans la région climatique  Jura, caractérisée par une forte pluviométrie en toutes saisons (1 000 à 1 500 mm/an), des hivers rigoureux et un ensoleillement médiocre. 
Pour la période 1971-2000, la température annuelle moyenne est de 7,1 °C, avec une amplitude thermique annuelle de 16,6 °C. Le cumul annuel moyen de précipitations est de 1 255 mm, avec 11,6 jours de précipitations en janvier et 11,9 jours en juillet. Pour la période 1991-2020, la température moyenne annuelle observée sur la station météorologique de Météo-France la plus proche, « Charquemont », sur la commune de Charquemont à 7 km à vol d'oiseau, est de 8,3 °C et le cumul annuel moyen de précipitations est de 1 575,4 mm. 
La température maximale relevée sur cette station est de 37,2 °C, atteinte le 19 août 2012 ; la température minimale est de −31 °C, atteinte le 9 janvier 1985,,. 
Les paramètres climatiques de la commune ont été estimés pour le milieu du siècle (2041-2070) selon différents scénarios d'émission de gaz à effet de serre à partir des nouvelles projections climatiques de référence DRIAS-2020. Ils sont consultables sur un site dédié publié par Météo-France en novembre 2022.

## Urbanisme

### Typologie
Au 1er janvier 2024, Belfays est catégorisée commune rurale à habitat dispersé, selon la nouvelle grille communale de densité à 7 niveaux définie par l'Insee en 2022.
Elle est située hors unité urbaine. Par ailleurs la commune fait partie de l'aire d'attraction de Maîche, dont elle est une commune de la couronne,. Cette aire, qui regroupe 23 communes, est catégorisée dans les aires de moins de 50 000 habitants,.

## Toponymie
Belfay en 1609, 1648, 1680, 1684 ; Bellefay en 1748 ; Belfay en 1790.

## Politique et administration

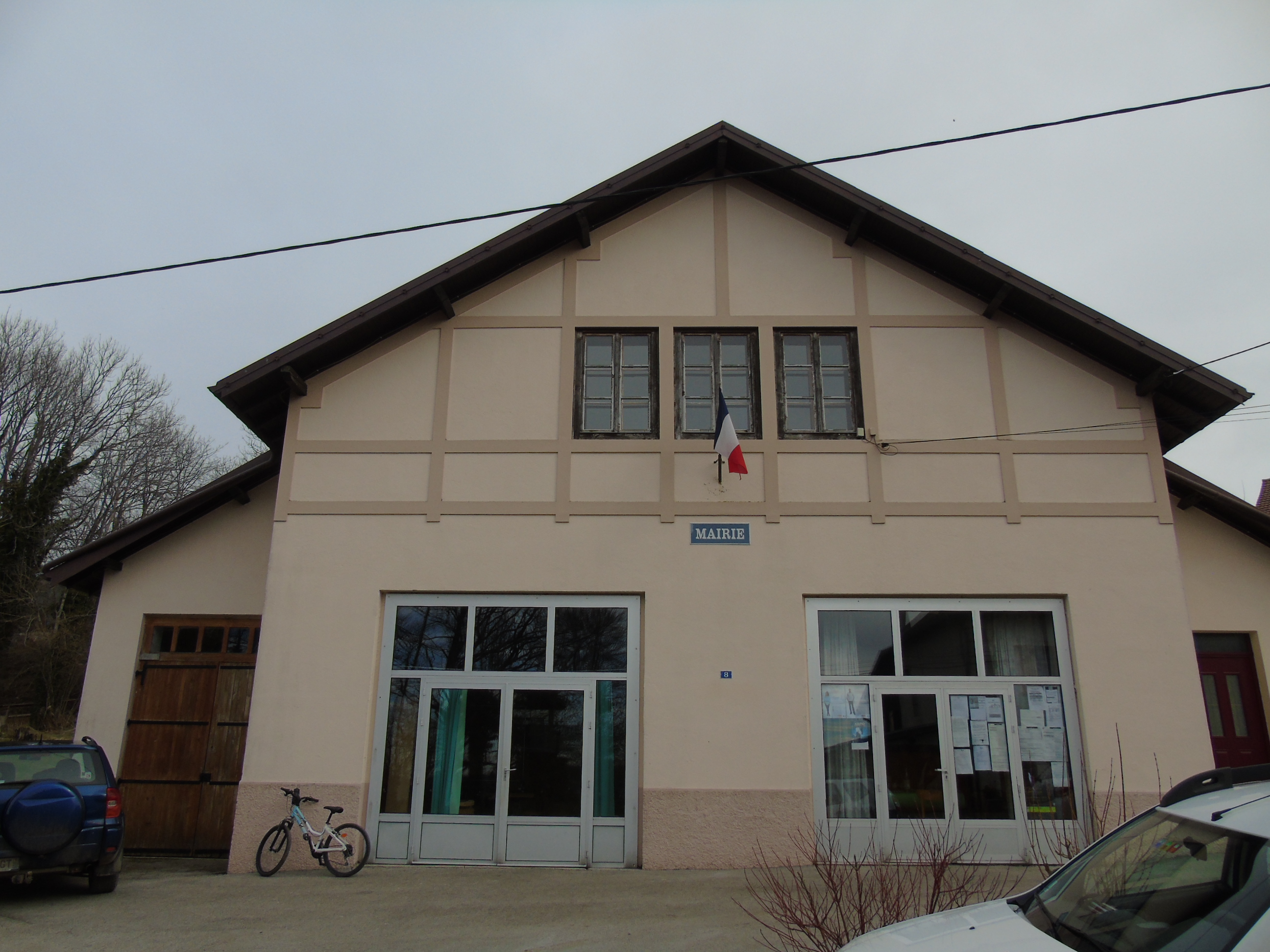
Mairie.

| Période                                  | Période                       | Identité         | Étiquette | Qualité |
| ---------------------------------------- | ----------------------------- | ---------------- | --------- | ------- |
| avant 1995                               |                               | Aimé Parent      | DVD       |         |
| 1995                                     |                               | Noël Aubry       |           |         |
| mars 2001                                | 30 octobre 2013               | Georges Tatu     |           |         |
| décembre 2013                            | mars 2014                     | Jeanne Triboulet |           |         |
| mars 2014                                | En cours (au 8 décembre 2014) | Sébastien Parent | SE        | Artisan |
| Les données manquantes sont à compléter. |                               |                  |           |         |

## Démographie
L'évolution du nombre d'habitants est connue à travers les recensements de la population effectués dans la commune depuis 1793. Pour les communes de moins de 10 000 habitants, une enquête de recensement portant sur toute la population est réalisée tous les cinq ans, les populations de référence des années intermédiaires étant quant à elles estimées par interpolation ou extrapolation. Pour la commune, le premier recensement exhaustif entrant dans le cadre du nouveau dispositif a été réalisé en 2008.

En 2022, la commune comptait 131 habitants, en évolution de −6,43 % par rapport à 2016 (Doubs : +1,88 %, France hors Mayotte : +2,11 %).
| 1793 | 1800 | 1806 | 1821 | 1831 | 1836 | 1841 | 1846 | 1851 |
| ---- | ---- | ---- | ---- | ---- | ---- | ---- | ---- | ---- |
| 85   | 68   | 67   | 63   | 64   | 91   | 88   | 73   | 82   |

| 1856 | 1861 | 1866 | 1872 | 1876 | 1881 | 1886 | 1891 | 1896 |
| ---- | ---- | ---- | ---- | ---- | ---- | ---- | ---- | ---- |
| 76   | 68   | 53   | 73   | 69   | 77   | 81   | 67   | 64   |

| 1901 | 1906 | 1911 | 1921 | 1926 | 1931 | 1936 | 1946 | 1954 |
| ---- | ---- | ---- | ---- | ---- | ---- | ---- | ---- | ---- |
| 75   | 59   | 72   | 67   | 55   | 42   | 50   | 72   | 81   |

| 1962 | 1968 | 1975 | 1982 | 1990 | 1999 | 2006 | 2008 | 2013 |
| ---- | ---- | ---- | ---- | ---- | ---- | ---- | ---- | ---- |
| 72   | 63   | 51   | 78   | 78   | 81   | 99   | 104  | 131  |

| 2018 | 2022 | - | - | - | - | - | - | - |
| ---- | ---- | - | - | - | - | - | - | - |
| 135  | 131  | - | - | - | - | - | - | - |

## Culture locale et patrimoine

### Lieux et monuments
Deux fontaines fleuries aux sources jamais taries et qui ont alimenté en eau potable les foyers du village d'autrefois.
Les sentiers pédestres permettront de découvrir le relief, la faune et la flore caractéristiques.

### Héraldique
| Blason de Belfays | Blason  | D'or à un bosquet de hêtres au naturel sur une terrasse isolée de sinople, à la filière de sable. |
| Blason de Belfays | Détails | Le statut officiel du blason reste à déterminer.                                                  |